# Universidade Lusófona do Porto

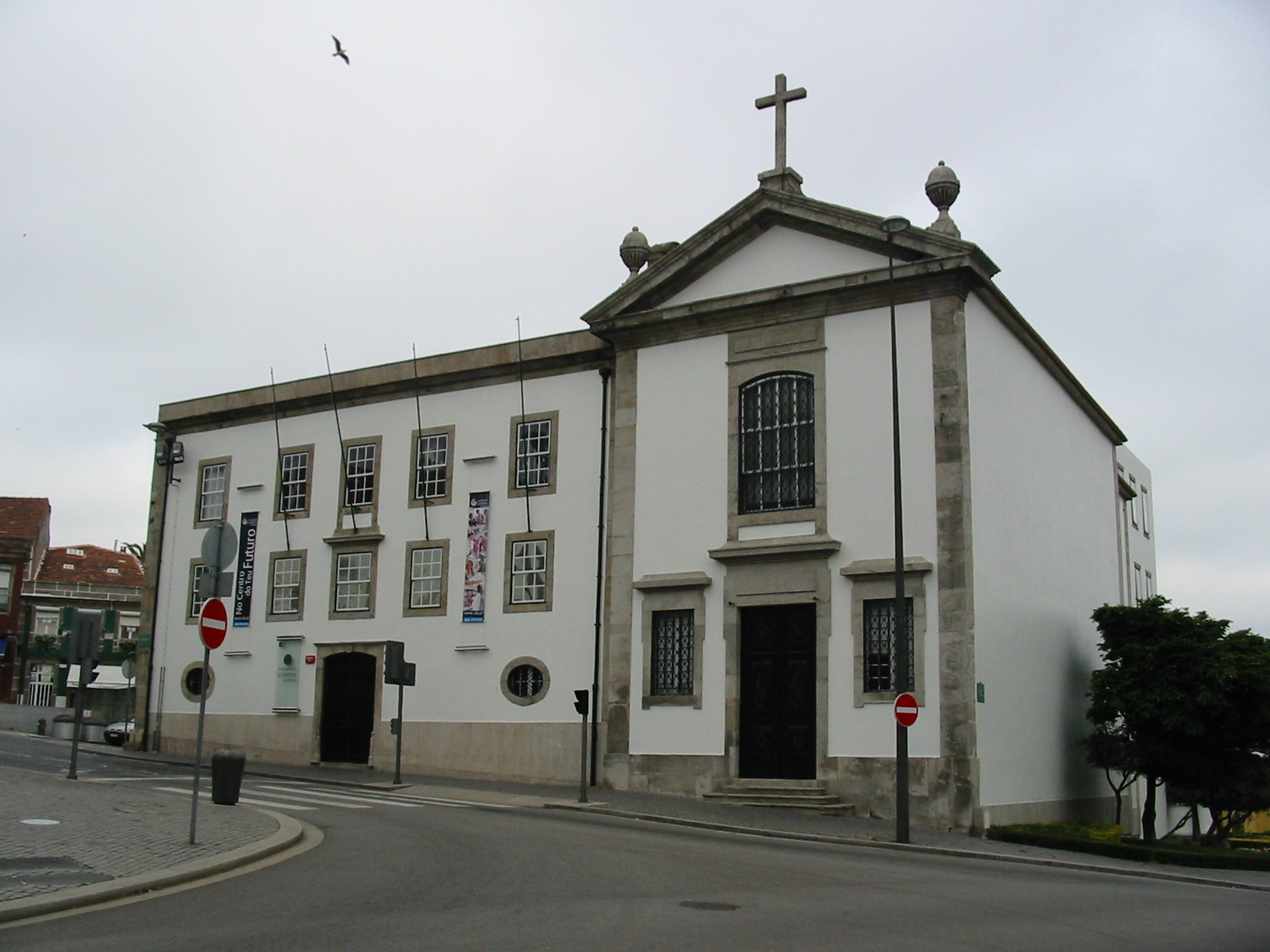
Recolhimento da Porta do Sol (capela)

A Universidade Lusófona do Porto (ULP) é uma universidade privada, sediada no Porto, propriedade da COFAC — Cooperativa de Formação e Animação Cultural, C. R. L. Foi fundada em 1994 como Universidade Moderna do Porto e mudou de nome em 2005, quando a então sua dona, a DINENSINO, a transmitiu à COFAC..

## Unidades orgânicas (Faculdades)
- Faculdade de Ciências Económicas, Sociais e da Empresa
- Faculdade de Ciências Naturais, Engenharias e Tecnologias
- Faculdade de Comunicação, Arquitectura, Artes e Tecnologias da Informação
- Faculdade de Direito
- Faculdade de Psicologia, Educação Física e Desporto